# Interazione ione-solvente
Le interazioni ione-solvente sono le interazioni di tipo intermolecolare che intervengono tra un soluto ionico e un solvente (polare o apolare).
Un esempio di tali interazioni sono quelle che avvengono tra gli ioni di cloruro di sodio {\displaystyle {\ce {(NaCl)}}} e le molecole di acqua {\displaystyle {\ce {(H2O)}}} allorché un granello di sale viene disciolto in un bicchiere d'acqua.
Durante il fenomeno di solvatazione, oltre alle interazioni ione-solvente intervengono anche interazioni ione-ione. Nel caso in cui la soluzione sia molto diluita (cioè nel caso in cui sia verificata la condizione di diluizione infinita), è possibile calcolare l'interazione ione-solvente a partire dalla differenza di energia libera di Gibbs {\displaystyle (\Delta G_{I-S})} tra il caso in cui non vi siano interazioni tra ione e solvente e il caso in cui intervengono tali interazioni. In particolare, il caso in cui tra ione e solvente non intervengono interazioni può essere rappresentato dallo ione e il solvente separati dal vuoto (ad una distanza infinita).

## Modello di Born
Nel modello di Born, formulato nel 1920 da Max Born, lo ione viene pensato come una sfera rigida carica, mentre il solvente viene pensato come un mezzo continuo dotato di una costante dielettrica {\displaystyle \varepsilon _{S}}. Si ipotizza inoltre che le interazioni tra ione e soluto siano esclusivamente di natura elettrostatica.

Schematizzazione del modello di Born:
a) ione nel vuoto;
b) ione nel solvente.

Per il calcolo dell'interazione ione-solvente {\displaystyle (\Delta G_{I-S})}, si fa riferimento a tale sequenza:
1. lo ione è inizialmente posto nel vuoto;
2. viene rimossa la carica dallo ione, che diventa quindi una sfera scarica;
3. la sfera scarica attraversa l'interfaccia vuoto-solvente, posizionandosi all'interno del bulk del solvente;
4. la sfera scarica, situata all'interno del solvente, viene caricata con la stessa carica che era stata tolta inizialmente.

Il lavoro di attraversamento dell'interfaccia viene assunto dal modello di Born pari a zero, per cui il {\displaystyle \Delta G_{I-S}} calcolato tra lo stato iniziale e lo stato finale è pari alla somma del lavoro di scarica dello ione nel vuoto e il lavoro di carica dello ione all'interno del solvente.
Il lavoro di scarica di un singolo ione nel vuoto è pari a:
{\displaystyle -{\frac {(z_{i}e_{0})^{2}}{2r_{i}}}}
in cui:
- {\displaystyle z_{i}e_{0}} è la carica dello ione (positiva o negativa);
- {\displaystyle z_{i}} è la valenza dello ione;
- {\displaystyle e_{0}} è la carica di un singolo elettrone;
- {\displaystyle r_{i}} è il raggio dello ione.

Il lavoro di carica di un singolo ione all'interno del solvente è pari a:
{\displaystyle {\frac {(z_{i}e_{0})^{2}}{2\varepsilon _{s}r_{i}}}}
in cui {\displaystyle \varepsilon _{s}} è la costante dielettrica del solvente.
L'energia libera di interazione ione-solvente per una mole di ioni secondo il modello di Born è quindi pari a:
{\displaystyle \Delta G_{I-S}=-{\frac {N_{A}(z_{i}e_{0})^{2}}{2r_{i}}}\left(1-{\frac {1}{\varepsilon _{s}}}\right)}
essendo {\displaystyle N_{A}} la costante di Avogadro (cioè il numero di ioni che costituiscono una mole di ioni).
Sommando all'energia libera di Gibbs il contributo entropico si ottiene l'entalpia di interazione ione-solvente secondo il modello di Born (che corrisponde al calore scambiato con l'ambiente mantenendo la pressione costante):
{\displaystyle \Delta H_{I-S}=-{\frac {N_{A}(z_{i}e_{0})^{2}}{2r_{i}}}\left(1-{\frac {1}{\varepsilon _{s}}}-{\frac {T}{\varepsilon _{s}^{2}}}{\frac {\partial \varepsilon _{s}}{\partial T}}\right)}
in cui {\displaystyle T} è la temperatura.

## Modello ione-dipolo
Il modello ione-dipolo fu concettualizzato nel 1933 da Bernal e Fowler. In tale modello viene tenuto conto della sfera di solvatazione primaria, costituita dalle molecole di solvente in stretto contatto con lo ione. Tale modello si applica quindi ai solventi polari, le cui molecole possono essere considerate dei dipoli.
Per il calcolo dell'interazione ione-solvente {\displaystyle (\Delta G_{I-S})}, si fa riferimento a tale sequenza:
1. inizialmente lo ione si trova isolato nel vuoto e non interagisce con il solvente;
2. dal solvente vengono rimosse {\displaystyle n+1} molecole e portate nel vuoto, dove {\displaystyle n} è il numero di molecole di solvente che appartengono alla sfera di idratazione primaria; si forma così nel solvente una cavità il cui raggio è pari a quello dello ione solvatato;
3. si toglie una molecola di solvente dalle {\displaystyle n+1} molecole precedentemente allontanate dal resto del solvente e si inserisce al suo posto lo ione, formando così lo ione solvatato (si suppone quindi che lo ione abbia le stesse dimensioni della molecola di solvente);
4. lo ione solvatato viene trasferito nella cavità sferica precedentemente ottenuta all'interno del solvente, mentre la molecola di solvente che era stata tolta dalle {\displaystyle n+1} molecole viene fatta condensare in modo da rientrare nel solvente (infatti nel vuoto tale molecola si trovava allo stato gassoso, in quanto era isolata dal resto delle altre molecole).

Schematizzazione del modello ione-dipolo:
a) ione nel vuoto;
b) rimozione delle molecole di solvente;
c) formazione dello ione solvatato;
d) trasferimento all'interno del solvente dello ione solvatato e dell'ultima molecola di solvente.

L'entalpia di interazione ione-solvente calcolata dal modello ione-dipolo è pari a:
{\displaystyle \Delta H_{I-S}=W-{\frac {N_{A}nz_{i}e_{0}\mu _{s}}{(r_{i}+r_{s})^{2}}}-{\frac {N_{A}(z_{i}e_{0})^{2}}{2(r_{i}+2r_{s})}}\left(1-{\frac {1}{\varepsilon _{s}}}-{\frac {T}{\varepsilon _{s}^{2}}}{\frac {\partial \varepsilon _{s}}{\partial T}}\right)}
in cui:
- {\displaystyle z_{i}e_{0}} è la carica dello ione (positiva o negativa);
- {\displaystyle z_{i}} è la valenza dello ione;
- {\displaystyle e_{0}} è la carica di un singolo elettrone;
- {\displaystyle r_{i}} è il raggio dello ione;
- {\displaystyle r_{s}} è il raggio di una molecola di solvente;
- {\displaystyle \mu _{s}} è il momento di dipolo elettrico del solvente;
- {\displaystyle n} è il numero di solvatazione, cioè il numero di molecole di solvente che costituiscono la sfera di solvatazione primaria;
- {\displaystyle T} è la temperatura;
- {\displaystyle W} è un termine che dipende dalla natura del solvente, dal segno della carica dello ione e dal numero di solvatazione; nel caso in cui il solvente è acqua e con numero di solvatazione pari a 4, {\displaystyle W} è pari a 20 per ioni positivi e a 30 per ioni negativi.[11]

## Modello ione-quadrupolo
Il modello ione-quadrupolo è stato sviluppato per tenere conto del fatto che la molecola di acqua si comporta come un quadrupolo, costituito da un atomo centrale di ossigeno, due atomi di idrogeno (caricati positivamente) e due lone pair (caricati negativamente).
L'entalpia di interazione ione-solvente calcolata dal modello ione-quadrupolo per l'acqua con numero di solvatazione 4 è pari a:
{\displaystyle \Delta H_{I-H_{2}O}=W-{\frac {4N_{A}z_{i}e_{0}\mu _{s}}{(r_{i}+r_{s})^{2}}}-{\frac {4N_{A}z_{i}e_{0}p_{s}}{2(r_{i}+r_{s})^{3}}}-{\frac {N_{A}(z_{i}e_{0})^{2}}{2(r_{i}+2r_{s})}}\left(1-{\frac {1}{\varepsilon _{s}}}-{\frac {T}{\varepsilon _{s}^{2}}}{\frac {\partial \varepsilon _{s}}{\partial T}}\right)}
in cui {\displaystyle p_{s}} è il momento di quadrupolo elettrico e {\displaystyle W} è pari a 20 per ioni positivi e 30 per ioni negativi.